# Stacey Michelsen
Stacey Michelsen (Whangarei, 18 de febrero de 1991) es una exjugadora neozelandesa de hockey sobre césped.

## Trayectoria
Michelsen debutó con la selección de Nueva Zelanda en 2009. Tuvo su primera participación olímpica en Londres 2012. En el torneo llegó a semifinales, pero cayó ante Países Bajos. En el partido por la medalla de bronce perdió contra Reino Unido. En los Juegos Olímpicos de Río 2016 volvió a llegar a semifinales, pero perdió contra Reino Unido. En el partido por el bronce olímpico perdió contra Alemania. Su última participación olímpica fue en Tokio 2020.
En 2011 fue elegida mejor jugadora joven del mundo.